# Otto Korn

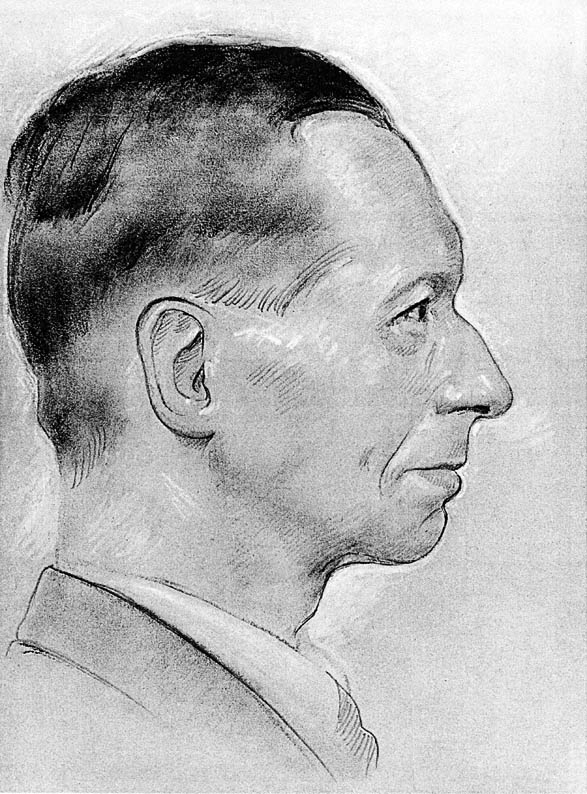
Otto Korn, 1946, Zeichnung von Wolfgang Pagenstecher

Otto Johannes Gotthilf Erich Korn (* 31. Mai 1898 in Wanzleben; † 3. April 1955 in Münster) war ein deutscher Archivar und Heraldiker.

## Leben
Geboren in Wanzleben als Sohn des Geologen Johannes Korn und späteren Landesgeologen und Professors an der Preußischen Geologischen Landesanstalt und Bergakademie Berlin. Er besuchte von 1904 bis 1916 das Bismarck-Gymnasium in Berlin-Wilmersdorf. Danach wurde er eingezogen und nahm am Ersten Weltkrieg teil (Verwundung und bleibende Kriegsverletzung). Anfang der zwanziger Jahre nahm Korn ein Studium der Geschichte, Germanistik, Kunstgeschichte, Latein und historischen Hilfswissenschaften an der Berliner Universität auf und schloss dieses 1927 als Dr. phil. ab. Ab Januar 1929 Tätigkeit als Volontär im Geheimen Staatsarchiv Berlin und ab 1930 am Staatsarchiv Marburg. Zum 1. Mai 1933 trat Korn in die NSDAP ein (Mitgliedsnummer 2.828.508). In Marburg wurde er am 27. März 1934 zum Staatsarchivrat ernannt und im April 1936 trat er seinen Dienst im Staatsarchiv Magdeburg an. Aufgrund von Einberufungen zum Kriegsdienst wurde er im März 1943 an das Staatsarchiv Düsseldorf delegiert. Noch im September 1946 nahm er dort die Funktion des kommissarischen Direktors wahr. Ab Oktober 1948 war er Hilfsarbeiter im Personenstandsarchiv II in Lütgendortmund und von 1949 bis Anfang 1952 Facharbeiter im Düsseldorfer Stadtarchiv. Nach seiner Entnazifizierung erfolgte ab Februar 1952 die erneute Aufnahme in den Staatsdienst als Staatsarchivrat im Staatsarchiv in Münster. Diese Position hatte Otto Korn bis zu seinem Tode Anfang April 1955 inne.
Am 14. Mai 1930 heiratete er Elisabeth Hibben aus Berlin. Aus der Ehe gingen insgesamt sechs Kinder hervor, darunter der Archivar und Heraldiker Hans-Enno Korn.

## Heraldisches Werk

Wappen des alten Landkreises Aurich (Ostfriesland), 1950 (geführt bis 1978)

Neben zahlreichen historischen und heimatgeschichtlichen Veröffentlichungen, darunter mehrere über Wappen und Siegel von Städten und Gemeinden: „Rheinisches Siegel- und Urkundenbuch“ Brühl 1952; Wappen und Siegel der Ortschaften des Kreises Wanzleben, 1937; „Siegel und Wappen der Stadt Düsseldorf“ 1955; „Siegel und Wappen der Rheiner Richter und Gografen“ 1952; sowie über eine hofpfalzgräfliche Registratur, das „Wappenbuch Beyssel“ (Düsseldorfer Jahrbuch 1947), war Otto Korn Schöpfer vieler ostfriesischer Kommunalwappen, auch Landkreiswappen sowie einer Reihe von Familienwappen.
Korn interessierte sich für die Kommunalheraldik und war zeichnerisch begabt. So verwundert es nicht, dass er während seiner Dienstzeit im Staatsarchiv Magdeburg die Zeit nutzte, um auf dem Gebiet eines Wappenkünstlers tätig zu werden. Er schuf folglich etliche Landkreiswappen; viele Gemeinden, die den Wunsch hatten, sich durch ein Wappen nach außen hin zu repräsentieren, wandten sich an ihn.